# 八十神
八十神（やそがみ）は、日本神話に登場する大穴牟遅神の兄にあたる神々の総称。

## 概要
『古事記』、『出雲国風土記』に記述されている。
『古事記』において大穴牟遅神の兄弟とされ、神話では大穴牟遅神を荷物持ちとして八上比売への求婚する旅に出かけたとされる。その途中、海辺で怪我をして泣いている赤裸の兎を見つけるが、海水に浸かり風に当たれば治るという嘘の治療法を教え、兎を更に苦しませる。その後八十神達は次々に八上比売へと求婚するが悉く断られ、逆に八上比売は八十神達の後で兎を助けた大穴牟神と結婚することを宣言する。逆恨みした八十神達は、山の大きな猪を追い落とすから下で受け止めるようにと大穴牟遅神を脅し、真っ赤に焼けた大岩を落として大穴牟遅神を殺してしまう。母親の刺国若比売の働きかけによって一段と麗しくなって蘇生した大穴牟遅神だが、再び八十神達の仕掛けた罠によって命を落とす。再び蘇生させた刺国若比売は、木の国の大屋毘古神の元へ逃げるよう勧めるが、そこへも八十神達は追いかけていく。そこで根之堅洲国へ逃れ、遠つ祖の須佐之男命の試練を受け、その娘の須勢理毘売命と結婚した大穴牟遅神は、再び地上に戻ると須佐之男命の神宝である生大刀、生弓矢を使って八十神達を平定し、地上の主・大国主神となった。
『出雲国風土記』の大原郡来次郷では、所造天下大神（大国主神）が「八十神は、青垣山の裏にはいさせまい」と言って追い払ったとされる。
神名の「八十」とは「多くの」という意味であり、八十神とは「多くの神々」という意味で具体的な数ではない。

## 系譜
大穴牟遅神の兄弟とあることから父は天之冬衣神とされるが、その母達は不明。